# Hirtellina
Hirtellina là một chi thực vật có hoa trong họ Cúc (Asteraceae).

## Loài
Chi Hirtellina gồm các loài: